# Sofia Lovisa Ramsay
Sofia Lovisa Ramsay, född 21 januari 1754 i Borgå socken, död 30 september 1816 i Stockholm, var en finländsk friherrinna.
Ramsay ärvde en betydande förmögenhet av sin far Anders Henrik Ramsay och bosatte sig på släktgodset Jackarby när hon 1775 gifte sig med sin kusin Otto Wilhelm Ramsay. Paret fick elva barn, men förlorade tre i unga år. Med familjen växte behovet av utrymme, och storstilade byggnadsarbeten som sattes igång på Esbogård resulterade i uppförandet av två flygelbyggnader 1797 resp. 1801; den planerade huvudbyggnaden blev aldrig verklighet sedan maken gått bort 1806. Hon drabbades även av andra sorger: hennes söner, major Anders Wilhelm Ramsay och premiärlöjtnant Carl Gustaf Ramsay stupade med tre veckors mellanrum, den förre vid Lemo, den senare vid Lappo. Hon blev 1812 erbjuden ersättning för sitt lidande av Alexander I av Ryssland under dennes besök på Esbogård, men tackade stolt nej. Hennes sorg besjungs av Johan Ludvig Runeberg i Fänrik Ståls sägner i dikten Främlingens syn.